# Irina Deneschkina
Irina Deneschkina (russisch Ирина Денежкина; * 31. Oktober 1981 in Swerdlowsk) ist eine russische Schriftstellerin.

## Leben
Deneschkina studierte an der Universität Jekaterinburg Journalismus. Sie war gerade zwanzig Jahre alt, als ihr Debütband Komm (Дай Мне) erschien. Deneschkina lebt heute in St. Petersburg. Ich bin in Jekaterinburg geboren worden, einer Industriestadt am Ural. Dort gibt es nicht sehr viele Möglichkeiten sich zu zerstreuen. Meine Kindheit habe ich bei meiner Großmutter verbracht, Katzen und Hunde eingefangen und sie eingesperrt. Jekaterinburg ist eine sehr ruhige Stadt.

## Werke
Ihr erstes Buch Дай Мне (Komm), eine Sammlung von zehn ungeschminkt und einfühlsam erzählten Geschichten, handelt von Jugendlichen im Gefühlswirrwarr zwischen Erotik, Unsicherheit und Gewalt im heutigen Russland. Das Buch war 2002 Finalist beim russischen Nationalen Bestsellerpreis (Национальный бестселлер) und unterlag nur knapp dem Putin-kritischen Politkrimi Herr Hexogen (Господин Гексоген) des Nationalisten Alexander Prochanow (Александр Проханов). Komm wurde in mehr als 30 Sprachen übersetzt.
- Дай Мне, Limbus Press, Sankt Petersburg 2003, ISBN 5-8370-0075-5
  - Komm, Aus dem Russ. von Olga Radetzkaja, S. Fischer, Frankfurt am Main 2003, ISBN 3-10-043100-6
  - Give me: songs for lovers, Simon & Schuster, New York 2005, ISBN 978-0-7432-5462-5

- Issupow, In: Rußland : 21 neue Erzähler (Hrsg. Galina Dursthoff), dtv, München 2003, ISBN 3-423-13130-6